# Guillermo Antonio Cornejo Monzón

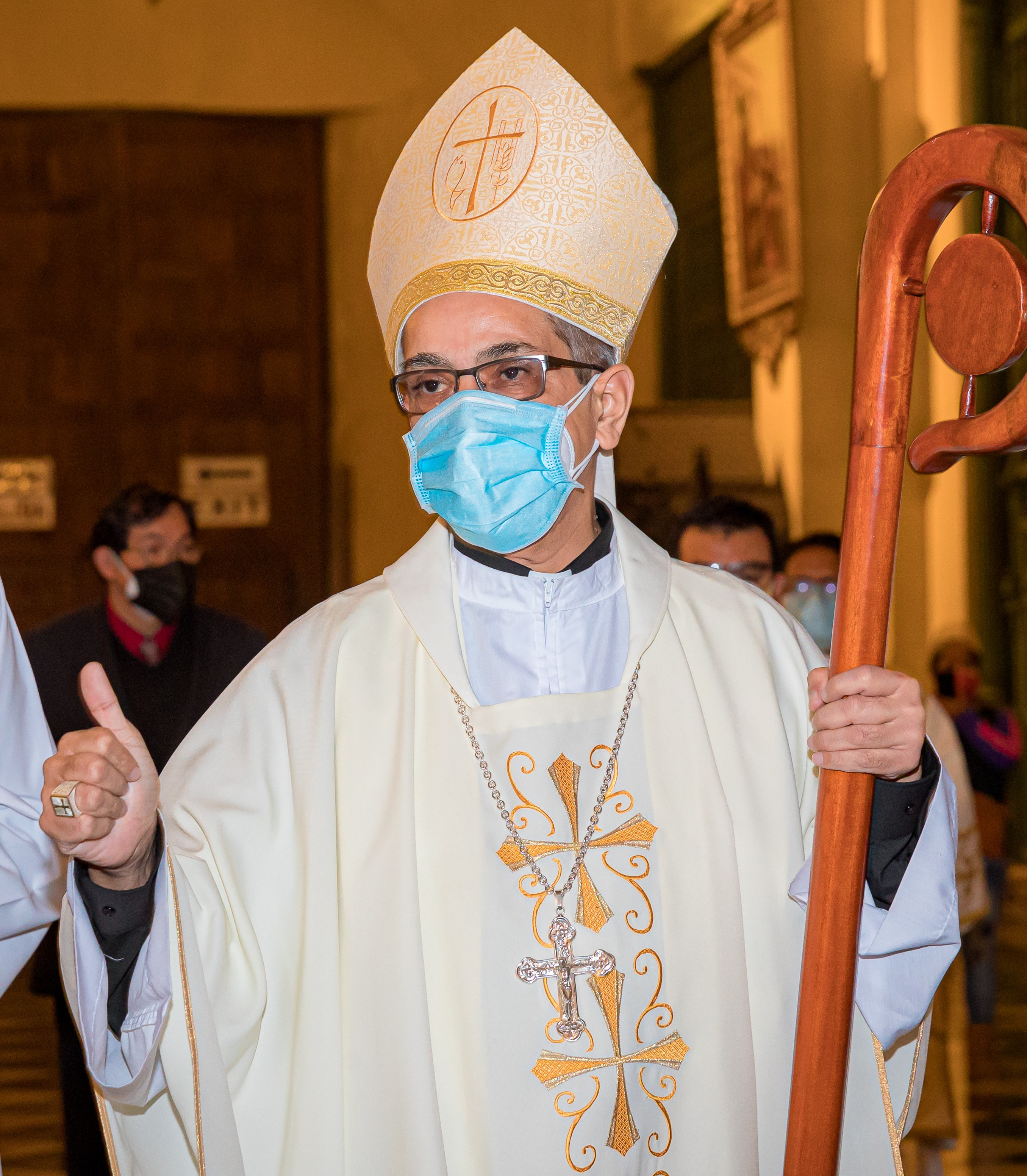
Guillermo Antonio Cornejo Monzón, 2021

Guillermo Antonio Cornejo Monzón (* 1. November 1964 in Pira, Peru) ist ein peruanischer römisch-katholischer Geistlicher und Weihbischof in Lima.

## Biographie
Guillermo Cornejo Monzón wurde am 8. Dezember 1994 zum Priester des Erzbistums Lima geweiht und wurde 1996 in den Klerus des neuerrichteten Bistums Lurin inkardiniert.
Cornejo war Pfarrer der Pfarrei El Niño Jesús im Stadtteil Ciudad de Dios des Distriktes San Juan de Miraflores, Dechant des Dekanates II im Bistum Lurín und Leiter der Gefangenen- und Altenseelsorge.
Am 10. Februar 2021 ernannte ihn Papst Franziskus zum Titularbischof von Decoriana und zum Weihbischof in Lima. Die Bischofsweihe spendete ihm der Erzbischof von Lima, Carlos Castillo Mattasoglio, am 28. Mai 2021 in der Kathedrale von Lima. Mitkonsekratoren waren der Apostolische Nuntius in Peru, Erzbischof Nicola Girasoli, und Weihbischof Guillermo Teodoro Elías Millares aus Lima.